# Терешпіль
Тере́шпіль — село в Україні, у Хмільницькому районі Вінницької області. Населення становить 347 осіб.